# 大披针叶胡颓子
大披针叶胡颓子（学名：Elaeagnus lanceolata sp. grandifolia）为胡颓子科胡颓子属下的一个亚种。

## 扩展阅读
- 維基物種上的相關：大披针叶胡颓子